# Erwin Müller (Journalist)
Erwin Müller (* 13. Jänner 1879 in Wien; † 15. Jänner 1950 ebenda; Pseudonym: Norbert Nindl) war ein österreichischer Sportjournalist und Fußballfunktionär.

## Leben
Sohn des Theaterintendanten Leopold Müller war Erwin Müller nach der Abspaltung vom Vienna Cricket and Football-Club vom 29. Oktober 1910 an der erste Präsident des Wiener Amateur-Sportvereins (WAS). Während seiner Amtszeit erfolgte die Aufnahme in den Österreichischen Fußball-Verband und die Eingliederung in den Spielbetrieb der Ersten Klasse.
Müller war später Mitbegründer und Chefredakteur der bekannten Sportzeitung Sport-Tagblatt, die bis September 1938 erschien. Nach Kriegsende arbeitete er als Sportredakteur beim Neuen Österreich.
Er wurde am Grinzinger Friedhof beigesetzt. Das Grab ist bereits aufgelassen.